# Onigiri
Onigiri (おにぎり), známé též jako omusubi (おむすび), je japonské jídlo konzumované hlavně jako svačina nebo rychlé občerstvení. Jde o vařenou rýži zformovanou obvykle do tvaru koule nebo trojúhelníka a zabalenou do listu nori. Tradičně bývá plněné nakládanými švestkami (umeboši), nasoleným lososem, kacuobuši nebo jinými slanými či kyselými ingrediencemi. Přidáním octa do rýže na onigiri se získává základní surovina pro další jídlo – suši. Ocet nebo nakládané suroviny slouží ke konzervaci rýže.
Vzhledem k tomu, že onigiri je jedno z nejznámějších a nejoblíbenějších japonských jídel, je možné ho tam koupit ve většině obchodů s potravinami a to v mnoha příchutích. Ručně vyráběné rýžové koule je možné sehnat ve specializovaných obchodech nazývaných Onigiri-ja.

## Historie
Spisy datované do 17. století nám říkají, že mnoho samurajů s sebou do války nosilo rýžové koule zabalené do bambusových listů jako rychlý oběd, ale původ onigiri je mnohem starší. Dříve než se začaly používat jídelní hůlky (rozšířily se v období Nara) se z rýže často válely malé kuličky, což usnadňovalo manipulaci s ní. V období Heian formovali z rýže obdélníkovité kousky, které bylo možné rovnat na sebe a snadno jíst.
Od období Kamakura do začátků období Edo sloužilo onigiri jako rychlé jídlo – kuchaři stačilo navařit dost rýže a nemusel se zabývat servírováním. Tyto onigiri byly prostě koule z rýže ochucené solí. Nori nebylo k dispozici až do období Meidži, kdy se rozšířilo pěstování řas a výroba archů z nich.
Věřilo se, že onigiri nemůže být vyráběno strojově, neboť ruční postup je příliš náročný na to, aby mohl být okopírován. V roce 1980 byl postaven první stroj vyrábějící trojúhelníkovité onigiri. Z počátku se to setkalo s nedůvěrou, neboť místo klasického zarolování náplně dovnitř onigiri byla příchuť vkládána do otvoru v něm a zakryta kusem nori. Krom toho nori v kontaktu s rýží časem zvlhlo, začalo lepit a přilnulo k rýži. Zlepšení obalové techniky dovolilo, aby nori a onigiri byly uloženy odděleně a onigiri bylo do listu nori zabalené až před konzumací. Díky tomu, že stroj vkládá příchuť do otvoru v onigiri místo zarolování dovnitř, je možné snadno vyrábět řady příchutí, neboť není nutné měnit postup přípravy podle vlastností náplně.

## Obvyklé náplně
- ryby
  - kacuobuši (také nazývaná okaka)
  - losos
  - úhoř
  - tuňák
- furikake
- naložená zelenina
  - kimčchi
  - nozawana
  - mořské řasy
  - cukudani
  - umeboši
- mořské plody
  - mentaiko
  - uni
- konzervované maso (spam)
  - spam musubi
- nattó